# Saint-Broing-les-Moines
Saint-Broing-les-Moines é uma comuna francesa na região administrativa da Borgonha-Franco-Condado, no departamento de Côte-d'Or. Estende-se por uma área de 20,5 km². Em 2010 a comuna tinha 203 habitantes (densidade: 9,9 hab./km²).